# Acraea eugenia
Acraea eugenia är en fjärilsart som beskrevs av Karsch 1893. Acraea eugenia ingår i släktet Acraea och familjen praktfjärilar. Inga underarter finns listade i Catalogue of Life.